# コハウチワカエデ
コハウチワカエデ（小羽団扇楓、学名: Acer sieboldianum）はムクロジ科カエデ属の落葉高木。別名、キバナハウチワカエデ、イタヤメイゲツ。山地に生える。

## 名称
和名「コハウチワカエデ」の由来は、ハウチワカエデに似ていて、小型であることによる。別名の「イタヤメイゲツ」は、メイゲツカエデ（ハウチワカエデ）なのにイタヤカエデに似ることからとされる。

## 特徴
北海道、本州、四国、九州に分布する。低山から山地に生え、日当たりのよい尾根筋に多く分布する。個体数は多い。
落葉広葉樹の高木で、高さ10 - 15メートル (m) になる。樹皮は灰褐色で、若木はほぼ滑らかであるが、生長と共に太くなると縦に裂け目ができる。一年枝は緑色から紅紫色で白い毛があるか無毛である。葉は対生し、ハウチワカエデを小さくして葉柄を長くしたような形で、径5 - 11センチメートル (cm) 。葉身は7 - 9裂に中程まで切れ込む。葉柄は有毛で長く、3 - 7 cmと葉の径に近い。秋には紅葉し、条件によって赤色、黄色、橙色など色とりどりに色づく。紅葉は赤色から橙色にかけてのものが多く、鮮やかである。木全体が真っ赤に色づくものも見かけるが、グラデーションになったものも見られる。
花期は5 - 6月。花の色は、淡黄色。果実の翼はほぼ水平に開く。
冬芽は芽鱗8枚で、膜質鱗片に深く包まれ、ときに全体が覆われていて、近似種との見分けにもなっている。枝先には仮頂芽を2個つけ、側芽は枝に対生する。葉痕は細く、維管束痕が3個つく。
美しく紅葉することからイロハカエデとともに人気があり、公園樹や庭園樹として植えられている。器具材にも利用される。

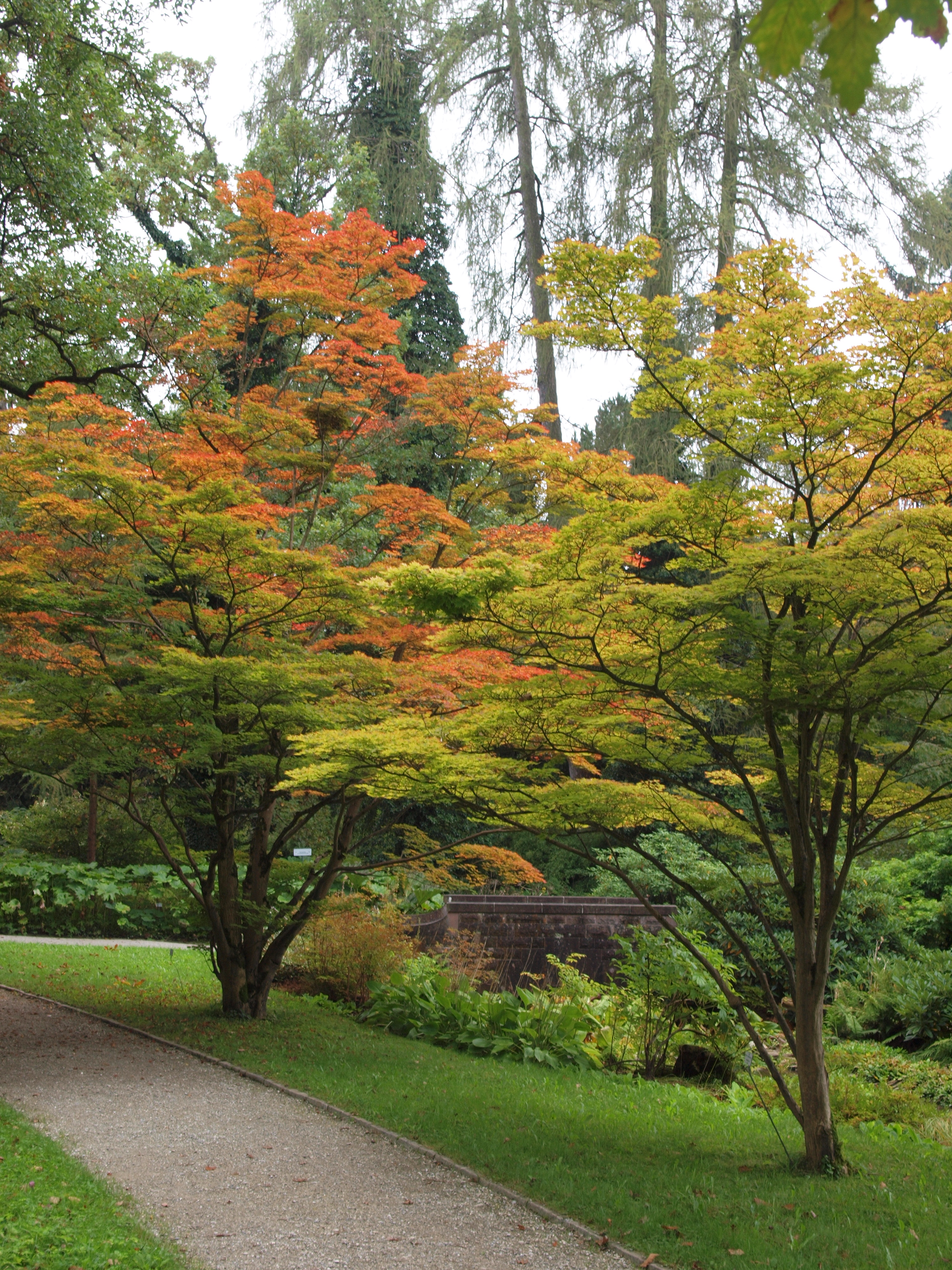
樹形
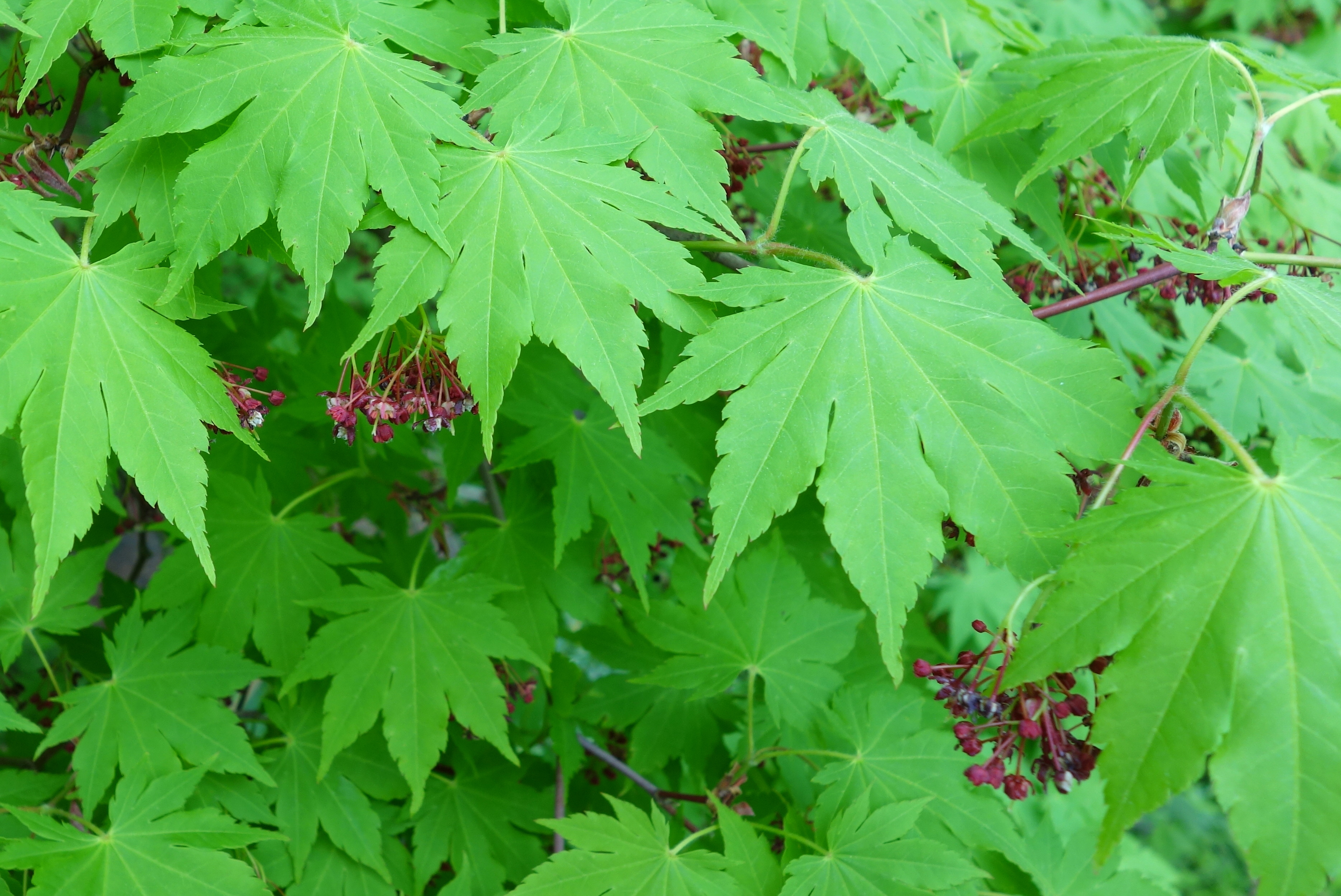
葉と花序
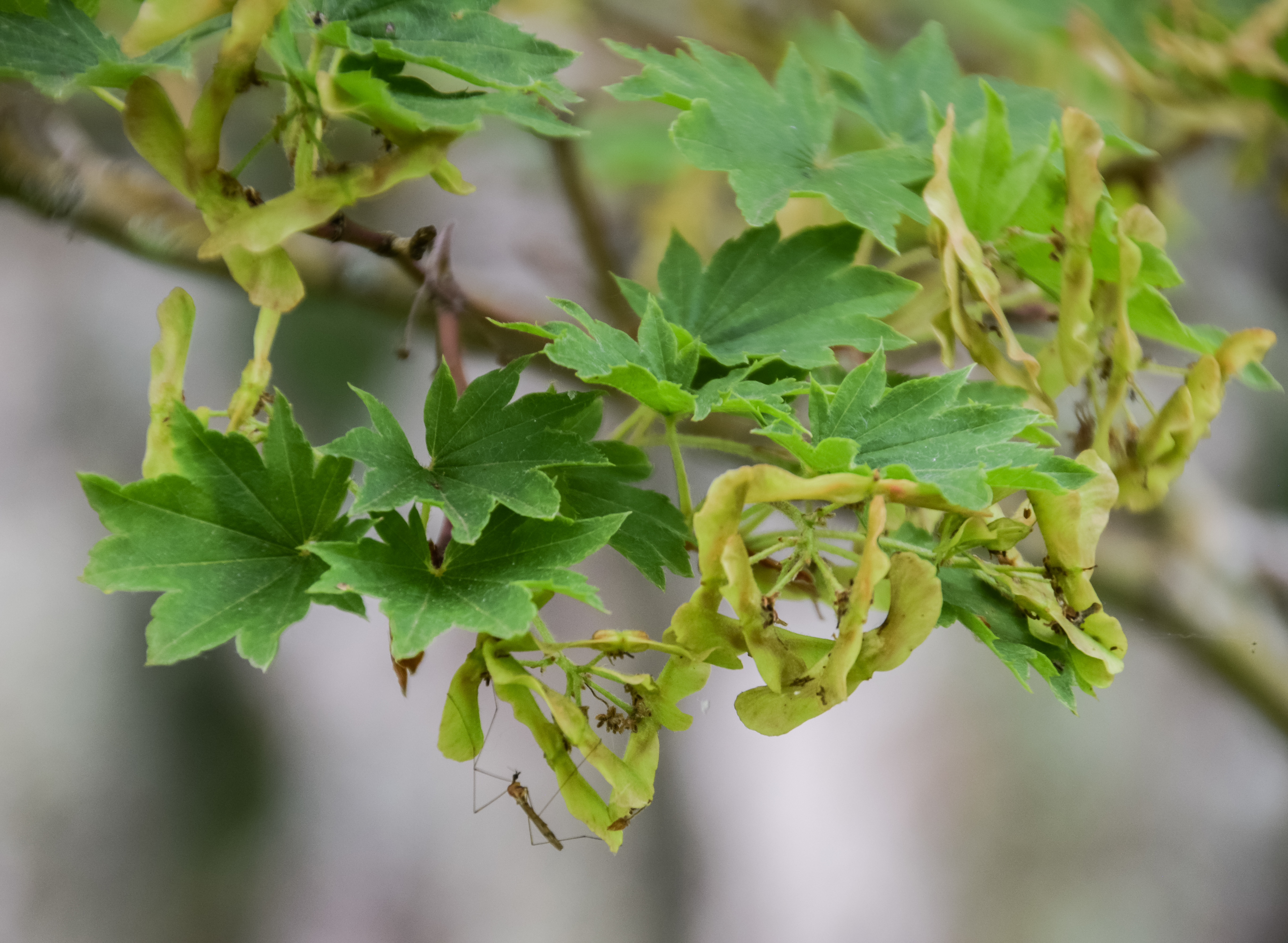
果実
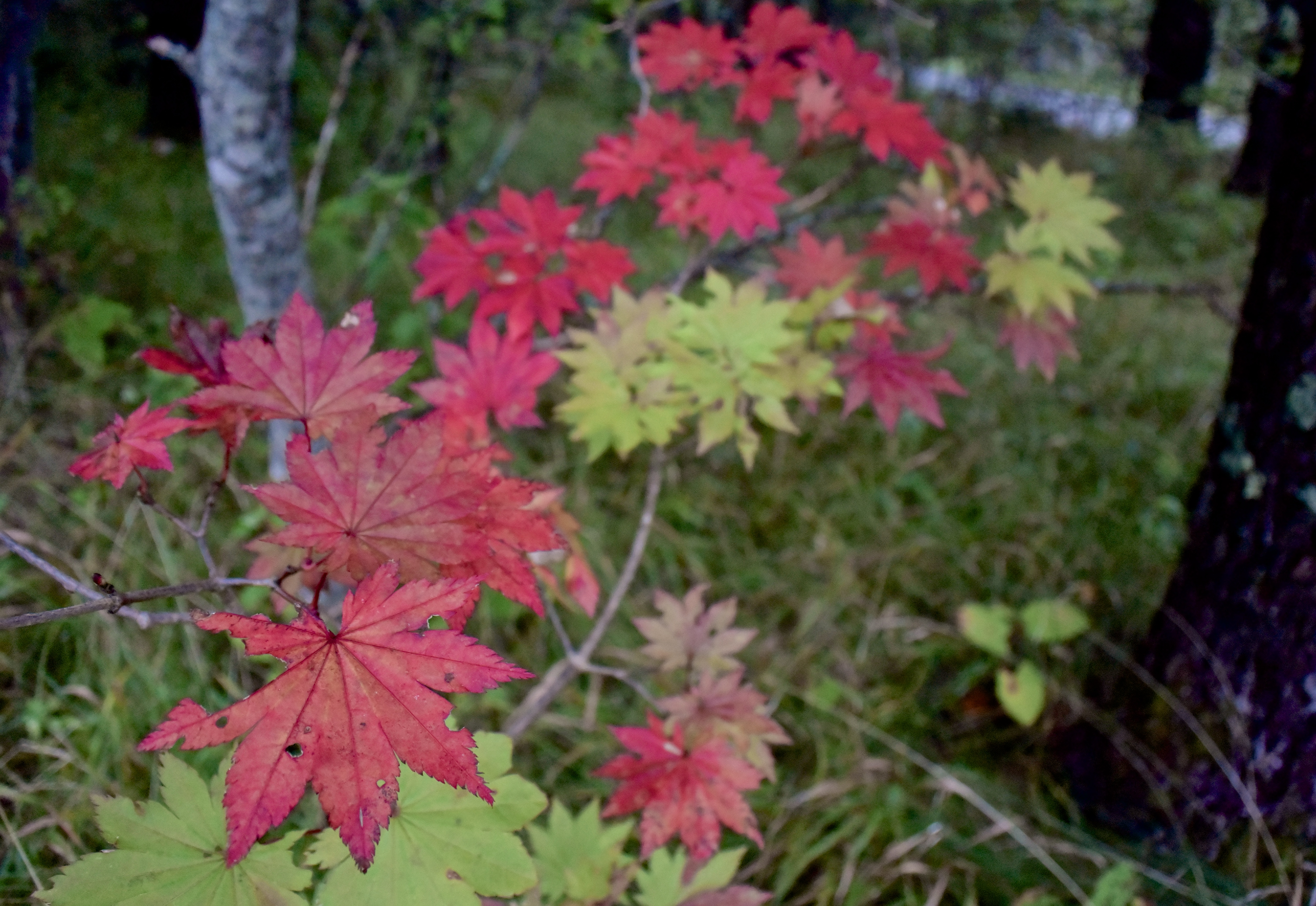
紅葉